# Molí d'en Baptista
El Molí d'en Baptista és una obra de Canet d'Adri (Gironès) inclosa a l'Inventari del Patrimoni Arquitectònic de Catalunya.

## Descripció
És un molí conservat en perfectes condicions. És un exemple fantàstic per mostrar les parts de les que consta un molí modern (segle xviii): la planta quadrangular del molí-habitatge amb murs paredats i amb les obertures emmarcades per restes de mola reutilitzada com llindar; a l'interior veiem la maquinària del molí i la canal i el rodet; a l'exterior es conserva la bassa amb resclosa i el rec.
Apareixen diferents dates gravades als murs de la construcció: 1701; 1734; 1739; 1786.